# Dylan Gorosito
Dylan Tomás Gorosito (ur. 3 lutego 2006 w Moreno) – argentyński piłkarz występujący na pozycji prawego obrońcy, od 2024 roku zawodnik Boca Juniors.